# Novecento (scultura)
Novecento, nota anche come obelisco Novecento o monumento al Novecento, è una scultura monumentale in bronzo realizzata da Arnaldo Pomodoro e collocata nei pressi del palazzo dello Sport di Roma nei primi anni 2000.

## Storia
L'opera è stata commissionata dal comune di Roma in occasione del Giubileo del 2000 ed è stata inaugurata il 23 ottobre 2004 alla presenza del sindaco Walter Veltroni.

## Descrizione
La scultura bronzea, che trae ispirazione dagli obelischi egizi e dalle rappresentazioni della torre di Babele, si presenta come una spirale crescente avvolta attorno ad una colonna cilindrica centrale, rappresentando lo scorrere del tempo, ed inframezzata da solidi geometrici di varie forme e sagome astratte, volte a simboleggiare la complessità e le contraddizioni del XX secolo. La struttura presenta anche dei vuoti e degli incavi che hanno la funzione di ricordare la presenza di altrettanti vuoti e perdite nella storiografia. Durante la cerimonia d'inaugurazione Pomodoro ha sostenuto che l'opera voglia dimostrare "i grovigli del nostro vivere, ciò che ha significato questo secolo".
Il monumento, che si staglia per 21 metri di lunghezza e 7 di larghezza, è posizionato al centro di una vasca circolare in piazzale Pier Luigi Nervi all'EUR presso la biforcazione di via Cristoforo Colombo nei pressi del palazzo dello Sport. In tale posizione è chiaramente visibile da chi percorre la strada da sud a nord.